# Tsingy Rouge

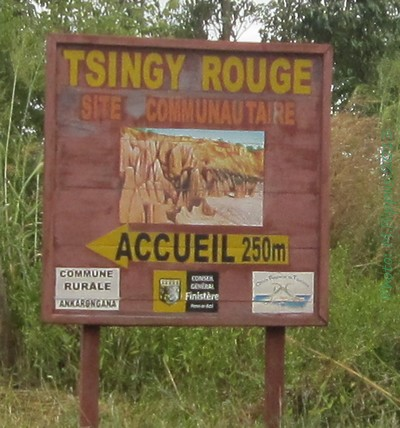
Tsingy Rouge-Ankarangona

Tsingy Rouge (Tsingy Roșu) este o formațiune de piatră roșie din laterită formată prin eroziune a râului Irodo în regiunea Diana din nordul Madagascarului.
Este situată la aproximativ 60 km sud de Antsiranana în apropiere de orașul Sadjoavato.